# Израильско-кирибатийские отношения
Израильско-кирибатийские отношения — это официальные дипломатические отношения, существующие между Государством Израиль и Республикой Кирибати в рамках внешней политики Израиля. Израиль не представлен в Кирибати ни на уровне посольства, ни на уровне консульства, поэтому Кирибати не включён в  Список дипломатических миссий Израиля в разделе Океания, но представлен через посольство в Веллингтоне, столице Новой Зеландии. Кирибати, согласно списку дипломатических миссий Кирибати, не представлен в Израиле ни на уровне посольства, ни на уровне консульства.

## Обзор
Отношения между Республикой Кирибати и Государством Израиль были установлены в 1984 году, примерно через пять лет после провозглашения последним независимости от Великобритании.
В ноябре 2012 года во время голосования в Генеральной Ассамблее ООН по повышению статуса Палестинской автономии с субъекта-наблюдателя, не являющегося государством , до государства-наблюдателя, не являющегося членом ( Резолюция 67/19 Генеральной Ассамблеи ООН ), представитель Кирибати не участвовал в голосовании.
Кирибати — одна из 48 стран мира (включая Израиль), не признающих палестинское государство, Израиль стремится к более тесным отношениям с подобными государствами Тихого океана, чтобы противостоять арабскому влиянию в международных организациях и чтобы получить союзников в арабо—израильском конфликте. В Тихом океане среди Малых островных развивающихся государств позиции Израиля сильнее, чем в Европе.